# Schinkel-Ost
Schinkel-Ost, Osnabrück-Schinkel-Ost – dzielnica miasta Osnabrück w Niemczech, w kraju związkowym Dolna Saksonia.